# عيسى بن زايد آل نهيان
عيسى بن زايد آل نهيان هو نجل الرئيس الراحل لدولة الإمارات العربية المتحدة الشيخ زايد بن سلطان آل نهيان، والأخ غير الشقيق للرئيس السابق للإمارات الشيخ خليفة بن زايد آل نهيان.
هو رئيس مجلس إدارة إحدى شركات التطوير العقاري في دولة الإمارات.

## شريط تعذيب
تم تصوير شريط تعذيب في موقع ما بالصحراء في عام 2004 برفقة بعض الأشخاص أحدهم يرتدي زي الشرطة يقومون بتعذيب شخص موثوق القيد يُعتقد أنه أفغاني حيث تم ضربه بالسياط وبقطعة خشب تحوي مسمارا وتعذيبه بالكهرباء وإدخال العصا في مؤخرته ثم دهسه بالسيارة. بثت الشريط قناة إيه بي سي نيوز ومن ثم ذاع الشريط عبر وسائل الإعلام ومنها الإنترنت. وبدأت محاكمته بتهمة التعذيب في أبوظبي.
هرَّبَ رجل الأعمال بسام النابلسي الشريط وأضاف أنه تعرض أيضا للتعذيب من قبل عيسى، وقال إن عيسى متورط في 25 عملية تعذيب أخرى.

### نتائج التحقيقات
ظهر عيسى في يوم 14 كانون الأول/ديسمبر 2009 امام المحكمة ونفى التهم الموجة إليه. انتهت المحاكمة يوم 10 كانون الثاني/يناير 2010 وبرأت المحكمة عيسى من تهمة اغتصاب وتعذيب محمد شابور. أما بسام النابلسي الذي أُجبر على تصوير التعذيب رفقة أخيه غسان النابلسي فقد حكم عليهما غيابيا بمدة خمس سنوات في السجن.
وقد انتقدت منظمة مراقبة حقوق الإنسان هذه القرارات.

## حياته الخاصة

### نسبه
عيسى بن زايد بن سلطان بن زايد بن خليفة بن شخبوط بن ذياب بن عيسى بن نهيان بن فلاح بن هلال بن فلاح بن محمد بن سلطان بن محمد بن هلال بن جبلة بن أحمد بن إياس بن عبد الأعلم بن برسم بن الأسعد بن حبيب بن عمرو بن كاهل بن أسلم بن تدول بن تيم اللات بن رفيدة بن ثور بن كلب بن وبرة بن تغلب بن حلوان بن عمرو بن الحافي بن قضاعة.
واختُلف في نسب قضاعة:
- فقيل: هو قضاعة بن مالك بن حمير بن سبأ بن يشجب بن يعرب بن قحطان [10]
- وقيل: قضاعة بن معد بن عدنان